# 演歌哀愁の旅
『演歌哀愁の旅』（えんかあいしゅうのたび）は、1984年5月21日に発売された橋幸夫のオリジナルアルバム。LP盤（28RL-0004）とカセットテープ（38RM-0001)の2形式で発売された。

## 概要
- 橋幸夫経営のリバスター音産より発売されたオリジナルアルバムで、ビクターレコードより移籍後では、3枚目のアルバムとなる。販売はLP盤は提携しているキャニオンレコード、カセットテープはポニー。
- 移籍後2作目の「ニューヒット演歌12 浪花恋しぐれ」が好評であったため、同じコンセプトでのアルバムの制作となった[2]。
- 他歌手のヒット曲のカバーとオリジナルという構成、シングル曲も3曲含まれている。
- 橋の他のアルバムでは見られないが、LP盤とカセット版で収録曲数が異なっている。カセット版には、LPには未収録の新曲6曲が追加収録されている。曲順の変更や、シングル曲の追加はあっても、オリジナル新曲の追加は珍しい。
- このため副題がLP盤では「オリジナルヒット曲で綴る豪華14選」、カセット版は「オリジナルヒット曲で綴る豪華20選」となっている。

## 収録曲
A面
1. みちゆき列車
作詞：吉田旺、作曲：聖川湧、編曲：高田弘
2. 道頓堀川
作詞：たかたかし、作曲：岡千秋、編曲：伸藤雪彦
3. 長良川艶歌
作詞：石本美由起、作曲：岡千秋、編曲：伊藤雪彦
4. 盛り場おんな酒
作詞：吉岡治、作曲：市Jll昭介、編曲：伊藤雪彦
5. ラヴ・イズ・オーヴァー
作詞：伊藤薫、作曲：伊藤薫、編曲：南郷達也
6. 酒場にて
作詞：山上路夫、作曲：鈴木邦彦、編曲：南郷達也
7. 居酒屋
作詞：阿久悠、作曲：大野克夫、編曲：立花亮
8. 細雪（＊）
作詞：吉岡治、作曲：市川昭介、編曲：京建輔
9. おとこ桜（＊）
作詞：池田充男、作曲：市川昭介、編曲：斉藤恒夫
10. 泣くじゃない（＊）
作詞：池田充男、作曲：鶴岡雅義、編曲：竹村次郎

B面
1. 今夜は離さない
作詞：藤波研介、作曲：幸耕平、編曲：南郷達也
2. ふたりの明日
作詞：松井由利夫、作曲：岡千秋、編曲：南郷達也
3. 男の別れ方
作詞：中山大三郎、作曲：中山大三郎、編曲：池多孝春
4. 湯の町椿
作詞：たかたかし、作曲：木村好夫、編曲：神保正明
5. 夢無情
作詞：池田充男、作曲：市川昭介、編曲：斉藤恒夫
6. 男って悪いね
作詞：吉田旺、作曲：幸耕平、編曲：南郷達也
7. 夜の浮草
作詞：飛鳥井芳朗、作曲：佐義達雄、編曲：斉藤隆夫
8. 男の殉愛（＊）
作詞：池田充男、作曲：木村好夫、編曲：高田弘
9. 泣かせるおまえ（＊）
作詞：宇山清太郎、作曲：四方章人、編曲：高田弘
10. みだれ髪（＊）
作詞：千家和也、作曲：伊藤雪彦、編曲：竹村次郎

- （＊）はカセットテープにのみ収録

## 共演
安倍里葎子（A-7、B-1）